# Mariensäule (Dießen am Ammersee)

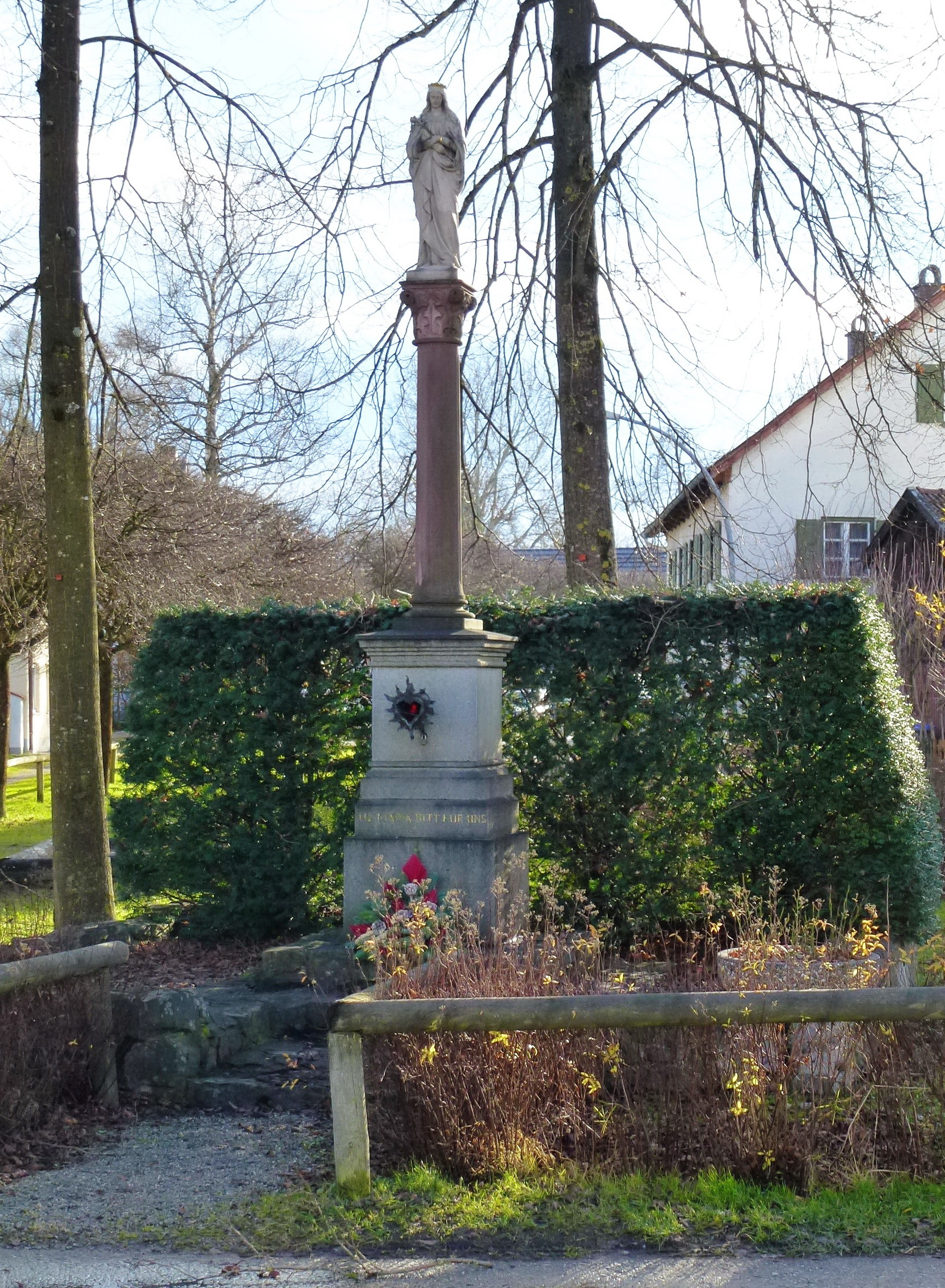
Mariensäule in Dießen am Ammersee

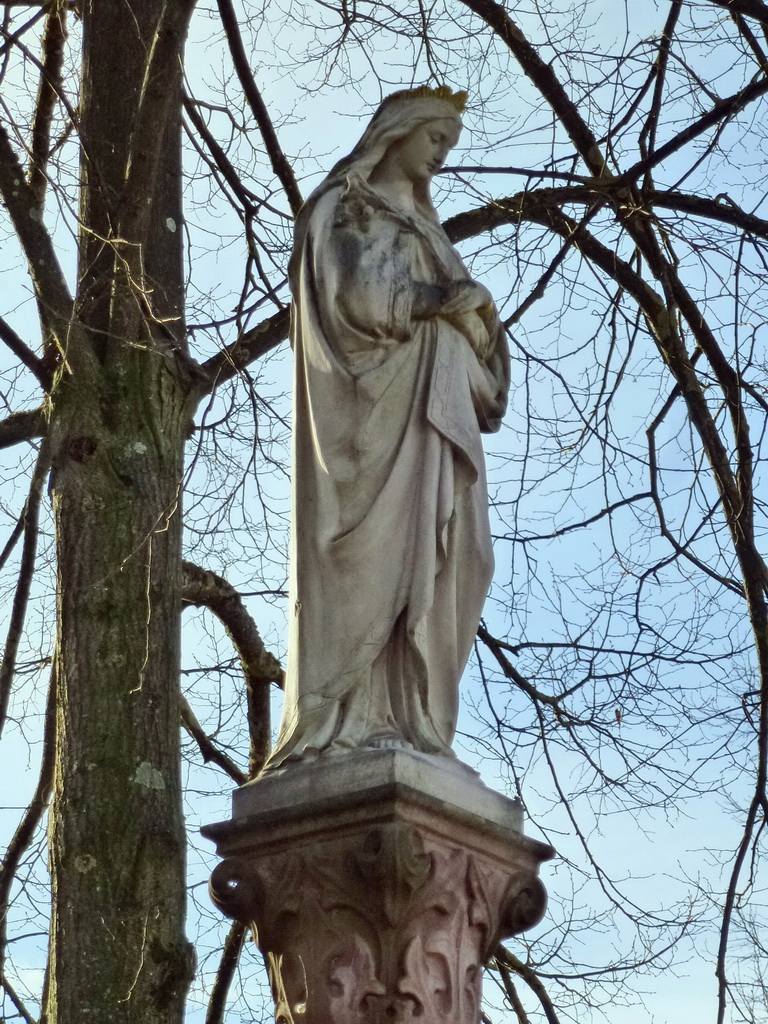
Marienfigur

Die Mariensäule in Dießen am Ammersee, einer Marktgemeinde im oberbayerischen Landkreis Landsberg am Lech, wurde 1900 errichtet. Die Mariensäule am Marienplatz ist ein geschütztes Baudenkmal.
Die steinerne Mariensäule sollte an den Deutsch-Französischen Krieg 1870/71 erinnern. Vermutlich wurde sie vom Dießener Steinmetz Vonspinn geschaffen.
Die demutsvoll die Hände überkreuzende Marienfigur steht auf einer kannelierten Sandsteinsäule mit Basis und Blattkapitell, die wiederum von einem rechteckigen Podest aus Naturstein getragen wird.